# Excelsior Rotterdam
Excelsior Rotterdam, thường được gọi là Excelsior, là một câu lạc bộ bóng đá chuyên nghiệp Hà Lan có trụ sở tại Rotterdam, Hà Lan. Họ chơi ở Eerste Divisie, sau khi xuống hạng từ Eredivisie 2023–24.
Câu lạc bộ được thành lập vào ngày 23 tháng 7 năm 1902 và trước đây được gọi là "Rotterdamse Voetbal en Atletiek Vereniging Excelsior" (Câu lạc bộ bóng đá và điền kinh Rotterdam Excelsior). Sân nhà của Excelsior là sân vận động Woudestein - vì lý do tài trợ được gọi là sân vận động Van Donge & De Roo - có sức chứa khoảng 4.500 chỗ ngồi, một trong những sân vận động nhỏ nhất tổ chức bóng đá chuyên nghiệp ở Hà Lan.

## Cầu thủ

### Đội hình hiện tại
Tính đến ngày 31/8/2024
Ghi chú: Quốc kỳ chỉ đội tuyển quốc gia được xác định rõ trong điều lệ tư cách FIFA. Các cầu thủ có thể giữ hơn một quốc tịch ngoài FIFA.
| Số | VT | Quốc gia  | Cầu thủ                                 |
| -- | -- | --------- | --------------------------------------- |
| 2  | HV | Hà Lan    | Ilias Bronkhorst                        |
| 3  | HV | Hà Lan    | Kik Pierie                              |
| 4  | HV | Hà Lan    | Django Warmerdam                        |
| 5  | HV | Thụy Điển | Casper Widell                           |
| 6  | TV | Bỉ        | Xander Blomme (mượn từ Go Ahead Eagles) |
| 7  | TĐ | Ý         | Seydou Fini (mượn từ Genoa)             |
| 10 | TV | Hà Lan    | Lance Duijvestijn                       |
| 12 | HV | Pháp      | Arthur Zagré                            |
| 14 | TĐ | Curaçao   | Rayvien Rosario                         |
| 15 | TV | Hà Lan    | Noah Naujoks                            |
| 17 | TĐ | Thụy Điển | Richie Omorowa                          |
| 18 | HV | Hà Lan    | Seb Loeffen                             |
| 19 | TĐ | Hà Lan    | Nesto Groen                             |

| Số | VT | Quốc gia | Cầu thủ                                      |
| -- | -- | -------- | -------------------------------------------- |
| 20 | TV | Hà Lan   | Lennard Hartjes                              |
| 21 | TĐ | Bỉ       | Jacky Donkor                                 |
| 22 | HV | Hà Lan   | José de Almeida Reis                         |
| 23 | TV | Hà Lan   | Cedric Hatenboer                             |
| 24 | TV | Hà Lan   | Joshua Eijgenraam                            |
| 28 | HV | Hà Lan   | Ronan Olivacce (thuộc lãnh thổ Sint Maarten) |
| 29 | TĐ | Hà Lan   | Mike van Duinen                              |
| 30 | TĐ | Hà Lan   | Derensili Sanches Fernandes                  |
| 31 | HV | Hà Lan   | Giuliano Cairo                               |
| 32 | HV | Hà Lan   | Siem De Moes                                 |
| 33 | TĐ | Hà Lan   | Jerolldino Armantrading                      |
| 34 | HV | Hà Lan   | Serano Seymor                                |
| 38 | TM | Hà Lan   | Pascal Kuiper                                |
| 40 | TM | Hà Lan   | Calvin Raatsie                               |
| —  | TV | Hoa Kỳ   | Zach Booth                                   |

### Cho mượn
Ghi chú: Quốc kỳ chỉ đội tuyển quốc gia được xác định rõ trong điều lệ tư cách FIFA. Các cầu thủ có thể giữ hơn một quốc tịch ngoài FIFA.
| Số | VT | Quốc gia  | Cầu thủ                               |
| -- | -- | --------- | ------------------------------------- |
| —  | TĐ | Thụy Điển | Oscar Uddenäs (tại AIK đến 30/6/2025) |

Ghi chú: Quốc kỳ chỉ đội tuyển quốc gia được xác định rõ trong điều lệ tư cách FIFA. Các cầu thủ có thể giữ hơn một quốc tịch ngoài FIFA.
| Số | VT | Quốc gia | Cầu thủ                                       |
| -- | -- | -------- | --------------------------------------------- |
| —  | TV | Hà Lan   | Joshua Eijgenraam (tại TOP Oss đến 30/6/2024) |

### Cầu thủ của năm
Giải thưởng Cầu thủ xuất sắc nhất năm của Excelsior được bình chọn bởi những người ủng hộ câu lạc bộ, để ghi nhận thành tích chung tốt nhất của một cầu thủ trong suốt mùa giải bóng đá. Cuộc bầu chọn thường niên được tổ chức bởi câu lạc bộ cổ động viên Pro Excelsior từ năm 1996.
| Mùa giải | Người đoạt giải       |
| -------- | --------------------- |
| 1995–96  | Marinus Dijkhuizen    |
| 1996–97  | John Schuurhuizen     |
| 1997–98  | Ferry de Haan         |
| 1998–99  | Michael van der Kruis |
| 1999–00  | David Connolly        |
| 2000–01  | Jarda Simr            |
| 2001–02  | Michel Breuer         |
| 2002–03  | Steve Olfers          |
| 2003–04  | Danny Buijs           |
| 2004–05  | Brett Holman          |
| 2005–06  | Luigi Bruins          |
| 2006–07  | René van Dieren       |

| Mùa giải | Người đoạt giải   |
| -------- | ----------------- |
| 2007–08  | Kees Luijckx      |
| 2008–09  | Jeffrey Altheer   |
| 2009–10  | Ryan Koolwijk     |
| 2010–11  | Daan Bovenberg    |
| 2011–12  | Roland Alberg     |
| 2012–13  | Jordy Deckers     |
| 2013–14  | Lars Veldwijk     |
| 2014–15  | Sander Fischer    |
| 2015–16  | Rick Kruys        |
| 2016–17  | Nigel Hasselbaink |
| 2017–18  | Hicham Faik       |
| 2018–19  | Jerdy Schouten    |

## Nhân viên câu lạc bộ

### Nhân viên hiện tại
| Chức vụ                                           | Tên                 |
| ------------------------------------------------- | ------------------- |
| Huấn luyện viên                                   | Marinus Dijkhuizen  |
| Trợ lý huấn luyện viên                            | André Hoekstra      |
| Trợ lý huấn luyện viên / chiến lược gia công nghệ | Takahisa Shiraishi  |
| Quản lý đội                                       | Dennis van der Neut |
| Huấn luyện viên thủ môn                           | Ronald Graafland    |
| Huấn luyện viên thể hình                          | Mario Meijer        |
| Thể chất                                          | Maurice de Groot    |
| Thể chất                                          | Rinus Kerskes       |
| Bác sĩ câu lạc bộ                                 | Robert Jan de Vos   |
| Quản lý trang phục                                | Rien van Wijk       |
| Quản lý trang phục                                | John van Tilburg    |

### Cựu huấn luyện viên
| Thời gian | Huấn luyện viên          |
| --------- | ------------------------ |
| 1954–56   | Rinus Smits              |
| 1956–62   | Bob Janse                |
| 1962–68   | Rinus Smits              |
| 1968–70   | Bob Janse                |
| 1970      | Jaap Kouters             |
| 1970–71   | Bob Janse                |
| 1971–73   | Joop Castenmiller        |
| 1973–75   | Ben Peeters              |
| 1975–76   | Thijs Libregts Bob Janse |
| 1976–80   | Thijs Libregts           |
| 1980–82   | Hans Dorjee              |
| 1982–86   | Rob Jacobs               |
| 1986–88   | Henk Wullems             |
| 1988–90   | Joop van Daele           |
| 1990      | Martin van der Kooy      |
| 1990–92   | Sándor Popovics          |
| 1992–94   | Cor Pot                  |
| 1994–95   | Rob Baan                 |

| Thời gian | Huấn luyện viên       |
| --------- | --------------------- |
| 1995–96   | Hans van der Pluijm   |
| 1996-03   | Adrie Koster          |
| 2003–04   | Henk van Stee         |
| 2004–05   | John Metgod           |
| 2005–06   | Mario Been            |
| 2006–09   | Ton Lokhoff           |
| 2009–11   | Alex Pastoor          |
| 2011–12   | John Lammers          |
| 2012–13   | Leon Vlemmings        |
| 2013–14   | Jon Dahl Tomasson     |
| 2014–15   | Marinus Dijkhuizen    |
| 2015–16   | Alfons Groenendijk    |
| 2016–18   | Mitchell van der Gaag |
| 2018–19   | Adrie Poldervaart     |
| 2019–20   | Ricardo Moniz         |
| 2020–     | Marinus Dijkhuizen    |